# Maria João Avillez
Maria João Pinto da Cunha de Avilez van Zeller GOIH (Lisboa, Campo Grande, 4 de fevereiro de 1945), jornalista, cronista e analista política portuguesa.

## Biografia
Maria João Avillez iniciou-se na comunicação social ainda adolescente, com um programa designado Olá Companheiros, na Rádio Renascença. 
Aos 17 anos surgia na RTP, como interveniente do Programa Juvenil, ao lado de João Lobo Antunes, Júlio Isidro e Lídia Franco. 
Entrou nesse programa na sequência de uma intervenção de Yvette Centeno, sua professora e, igualmente, colaboradora da RTP. 
Fundava em seguida, com um grupo de amigos, o Companheiros e o AZ, dois jornais que acabaram por falta de financiamento. 
Entretanto voltou à Rádio Renascença, como locutora em programas juvenis e de leitura de poesia, regressando à RDP para apresentar o Programa Feminino.
Aos 28 anos, já casada com Francisco van Zeller, confirmou a sua carreira no jornalismo ao ser admitida como redatora estagiária em A Capital. 
Saiu desse matutino em 1974, poucos meses após o 25 de Abril de 1974, já efetiva, para o Expresso. 
No semanário dirigido por Francisco Pinto Balsemão e, a seguir, por Marcelo Rebelo de Sousa, viria a notabilizar-se no jornalismo político, acompanhando intensamente os eventos do período da revolução.
Nesse período obteve uma das primeiras entrevistas do então Primeiro-Ministro Vasco Gonçalves, e destacou-se logo na cobertura dos acontecimentos de 28 de setembro de 1974, conhecido como iniciativa da Maioria silenciosa.
Em 1981 ganhou o Prémio EFE, entre 350 candidaturas, para a Melhor Reportagem do Ano, com uma peça intitulada Sá Carneiro - o último retrato, publicada no semanário, após a morte do então Primeiro-Ministro na Tragédia de Camarate, em dezembro de 1980.
Em 1982 biografou Francisco Sá Carneiro, em Solidão e Poder.
De resto, a jornalista dedicaria vários trabalhos aos líderes partidários dos primeiros anos da Democracia.
Entre outros livros, Maria João Avillez publicaria Entre Palavras, em 1984, que reuniu uma série de entrevistas realizadas por si, entre 1974 e 1984, e quatro livros dedicados a Mário Soares, de que consta uma biografia autorizada, intitulada Soares - o Presidente, em 1996. 
Sobre Álvaro Cunhal assinou Conversas com Álvaro Cunhal e outras lembranças de Maria João Avillez, de 2004. Em Portugal - as sete partidas do mundo, de 2000, recorreu às ilustrações de Rui Ochôa, seu colega do Expresso. 
Na SIC Notícias desde a sua fundação, apresentou dois programas dominicais de entrevistas à noite, entre eles o Conversa Afiada (2001-2003) e o Outras Conversas (2004-2006), onde recebeu personalidades portuguesas e internacionais, desde políticos, jornalistas, escritores, artistas plásticos, etc.
Em 2023, regressaria ao canal de informação da SIC, como analista de assuntos políticos, após ter passado mais de uma década a colaborar no universo da TVI - entre 2021 e 2023, na CNN Portugal, e, entre 2012 e 2021, da antecessora desta, TVI 24.
Mais recentemente foi ainda cronista da revista Sábado e do Rádio Clube Português. 
Em 2014 passou a ser cronista do jornal on-line Observador, fundado por David Dinis, mantendo-se igualmente como responsável de entrevistas do Diário Económico. 

### Polémicas
Em 2024 - após ter realizado, para a SIC generalista, uma entrevista ao Primeiro-Ministro Luís Montenegro, foi notificado que, desde 2008, Maria João Avillez deixaria de ser detentora de Carteira Profissional de Jornalista. 

### Família, casamento e descendência
Filha de Luís de Avilez de Almeida Melo e Castro (Amadora, Oeiras, 27 de Março de 1917 — Lisboa, Campo Grande, 23 de Outubro de 2007), bisneto do 8.º Conde das Galveias e trineto do 1.º Visconde do Reguengo e 1.º Conde de Avillez, e de sua mulher (Lisboa, Campo Grande, 25 de Julho de 1943) Maria José de Melo Breyner Pinto da Cunha (Lisboa, Campo Grande, 10 de Abril de 1920 — 11 de novembro de 2013). Esta é prima de Sophia de Mello Breyner. 
Casou em Lisboa, Campo Grande, a 7 de Junho de 1966 com Francisco van Zeller, sendo mãe de uma filha e quatro filhos:
- Verónica Avilez van Zeller (Lisboa, São Sebastião da Pedreira, 7 de Outubro de 1967), Licenciada em Economia; a 22 de Junho de 2001 professou como Irmã Verónica da Misericórdia de Deus, na Ordem Carmelita em Fátima
- Luís de Avilez van Zeller (Lisboa, São Sebastião da Pedreira, 7 de Março de 1969 - Lisboa, 18 de Dezembro de 1974)
- Pedro de Avilez van Zeller (Lisboa, São Sebastião da Pedreira, 28 de Março de 1972), licenciado em Arquitectura pela Universidade de Barcelona, solteiro e sem geração
- Francisco de Avilez van Zeller (Lisboa, São Sebastião da Pedreira, 4 de Junho de 1977), licenciado em Economia, casado em Lisboa, São Vicente de Fora, 15 de Maio de 2004 com Maria de Andrade e Sousa de Noronha e Andrade (9 de Novembro de 1978), e tem um filho:
  - Luís Maria de Noronha e Andrade de Avilez van Zeller (7 de Setembro de 2005)
- Vasco Avilez van Zeller (Lisboa, São Sebastião da Pedreira, 22 de Junho de 1984)

É irmã da jurista e antiga política centrista Maria José Nogueira Pinto, cunhada de Jaime Nogueira Pinto, e prima-irmã da mãe do jornalista Martim Avillez Figueiredo.

## Condecorações, prémios e reconhecimentos
- Grande-Oficial da Ordem do Infante D. Henrique (9 de Junho de 2014).[11]
- 2022 - Prémio Carreira no âmbito dos Prémios ACTIVA Mulheres Inspiradoras.[12]
- 2022 - Prémio Consagração de Carreira Dona Antónia Adelaide Ferreira.[13]

## Obras
- Portugal : the four corners of the earth (2000);
- Vítor Gaspar por Maria João Avillez (2014);